# Supercell
Supercell is een Finse vennootschap, gevestigd in Helsinki, die computerspellen ontwikkelt.

## Geschiedenis
De vennootschap is in 2010 mede opgericht door Ilkka Paananen, die tevens bestuursvoorzitter is. In 2011 begon Supercell met de ontwikkeling van spellen voor mobiele apparaten.
Clash of Clans en Hay Day zijn freemium-games die zeer succesvol voor Supercell zijn geweest, met een opbrengst van 2,5 miljoen dollar per dag in 2013. Battle Buddies werd ondanks de positieve recensies van de markt gehaald.
In oktober 2013 kocht het Japanse bedrijf SoftBank een meerderheidsbelang van 51% in Supercell. De totale waarde van Supercell werd daarmee gewaardeerd op US$ 3 miljard. In 2012 realiseerde Supercell een omzet van 78 miljoen euro en behaalde hiermee een winst van 39 miljoen euro.
In juni 2016 werd bekend dat Supercell grotendeels wordt overgenomen door Tencent Games voor US$ 8,6 miljard. Het is de grootste overname door het Chinese bedrijf en het belang van zo'n 85% wordt gekocht van Softbank. Tencent realiseert al ongeveer 50% van de omzet met de verkoop van computerspellen. Supercell realiseerde in 2015 een nettowinst van US$ 780 miljoen op een omzet van US$ 2,1 miljard.
In april 2021, bij de aankondiging van 3 nieuwe spellen, is ook bekendgemaakt dat Supercell een nieuwe studio heeft in Shanghai.

## Games
| Titel                                             | Jaar                   | Beschikbaarheid | Omschrijving |
| ------------------------------------------------- | ---------------------- | --------------- | --- |
| Gunshine.net (later hernoemd naar Zombies Online) | 2011                   | Stopgezet       | Supercell's eerste en enige niet-mobiele spel. Het was een browserspel dat in 2011 werd uitgebracht. De servers werden op 30 november 2012 gesloten. |
| Pets vs Orcs                                      | 2012                   | Stopgezet       | Pets vs Orcs was het eerste mobiele spel van het bedrijf. Het was iets langer dan een maand te downloaden in 2012. |
| Battle Buddies                                    | 2012                   | Stopgezet       | Het tweede mobiele spel van het bedrijf, Battle Buddies, werd in 2012 gelanceerd in een aantal landen, maar werd later datzelfde jaar stopgezet. Het spel werd uit de markt gehaald vanwege de slechte monetisatie, ondanks de positieve beoordelingen van critici. |
| Hay Day                                           | 2012 en 2013 (Android) | Beschikbaar     | Op 21 juni 2012 bracht het bedrijf Hay Day uit op iOS en op 20 november 2013 op Android. Het is Supercell's eerste spel dat wereldwijd uitgebracht is, en niet na een bepaalde tijd is stopgezet. |
| Clash of Clans                                    | 2012 en 2013 (Android) | Beschikbaar     | Op 2 augustus 2012 bracht Supercell wereldwijd Clash of Clans uit op iOS en op 7 oktober 2013 op Android. Het online strategiespel waarin spelers verdedigingen bouwen en troepen trainen om de basissen van andere spelers aan te vallen, is de best verdienende app van iOS en Android aller tijden. Clash of Clans heeft ook positieve recensies gekregen van het wereldwijde publiek. |
| Boom Beach                                        | 2014                   | Beschikbaar     | Op 26 maart 2021 bracht Supercell Boom Beach uit op iOS en Android. |
| Spooky Pop                                        | 2014                   | Stopgezet       | De Canadese lancering van Supercell's toevoeging aan zijn mobiele spelreeks, Spooky Pop, werd uitgebracht in december 2014 en stopgezet in maart 2015. Op 9 februari 2015 werd de app verwijderd uit de Canadese App Store en degenen met eerder gedownloade exemplaren die probeerden toegang te krijgen tot het spel werden geconfronteerd met een pop-up bericht van de stopzetting. Op 10 maart 2015 werd het spel volledig stopgezet. Supercell is sindsdien beschreven als conservatief op de release van titels na de successen van Clash of Clans en Boom Beach in tegenstelling tot veel andere mobiele-ontwikkelingsbedrijven. |
| Smash Land                                        | 2015                   | Stopgezet       | Smash Land werd gelanceerd op beperkte basis in Canada en Australië op 1 april 2015. Op 1 juli van dat jaar kondigde Supercell echter op zijn officiële forum aan dat de ontwikkeling van het spel geannuleerd wordt. Smash Land bleef beschikbaar tot 1 september, op welk punt het definitief werd verwijderd van online distributieplatforms. |
| Clash Royale                                      | 2016                   | Beschikbaar     | Op 4 januari 2016 heeft Supercell Clash Royale gelanceerd op iOS en op 16 februari 2016 op Android in Canada, Hongkong, Australië, Zweden, Noorwegen, Denemarken, IJsland, Finland en Nieuw-Zeeland. Op 2 maart 2016 lanceerde Supercell het spel wereldwijd voor iOS en Android. Het spel bevat een aantal elementen uit Clash of Clans, sinds het zich afspeelt in hetzelfde fictieve universum. |
| Brawl Stars                                       | 2018                   | Beschikbaar     | Op 14 juni 2017 kondigde Supercell Brawl Stars aan via een video op YouTube. Het kreeg de volgende dag een lancering op iOS in de Canadese App Store. Het werd later uitgebracht in de App Stores van Finland, Zweden en Noorwegen op 19 januari 2018. De Android-versie werd op 26 juni 2018 uitgebracht in Canada, Finland, Zweden, Noorwegen, Denemarken, Ierland, Singapore en Maleisië. Het spel werd wereldwijd uitgebracht op 12 december 2018, anderhalf jaar na de bèta-release. |
| Rush Wars                                         | 2019                   | Stopgezet       | Op 26 augustus 2019 werd een bètaversie van Rush Wars gelanceerd in Canada, Australië en Nieuw-Zeeland. Op 5 november 2019 werd aangekondigd dat het spel niet zou worden voortgezet, en op 30 november zou worden stilgelegd. |
| Hay Day Pop                                       | 2020                   | Stopgezet       | Op 16 maart werd Hay Day Pop in beta uitgebracht. Het spel was alleen beschikbaar voor bepaalde landen zoals Finland, Canada, Noorwegen en anderen. Op 30 november 2020 kondigde Supercell aan dat Hay Day Pop op 1 februari 2021 wordt stopgezet. |
| Clash Quest                                       | 2021                   | Stopgezet       | Op 2 april 2021 kondigde Supercell aan dat er 3 nieuwe spellen in ontwikkeling zijn, waaronder Clash Quest. De bètaversie van het spel is sinds 6 april 2021 beschikbaar in Finland, Zweden, Noorwegen, Denemarken en IJsland. Net als Clash of Clans, Clash Royale, Clash Mini en Clash Heroes speelt dit spel zich af in het fictieve Clash-universum. De servers werden gesloten op 28 september 2022. |
| Clash Mini                                        | 2021                   | Stopgezet       | Op 2 april 2021 kondigde Supercell aan dat er 3 nieuwe spellen in ontwikkeling zijn, waaronder Clash Mini. De bètaversie van het spel is sinds 8 november 2021 beschikbaar in enkele landen. Net als Clash of Clans, Clash Royale, Clash Quest en Clash Heroes speelt dit spel zich af in het fictieve Clash-universum. Op 14 maart 2024 maakte Clash Mini via Twitter bekend dat de ontwikkeling van de game is stopgezet. |
| Clash Heroes                                      | Onbekend               | In ontwikkeling | Op 2 april 2021 kondigde Supercell aan dat er 3 nieuwe spellen in ontwikkeling zijn, waaronder Clash Heroes. Net als Clash of Clans, Clash Royale, Clash Quest en Clash Mini speelt dit spel zich af in het fictieve Clash-universum. |
| Everdale                                          | 2021                   | Stopgezet       | Op 23 augustus 2021, werd Everdale in enkele landen in bèta uitgebracht voor mobiele toestellen. Op 3 oktober 2022 kondigde Supercell aan dat de ontwikkeling wordt stopgezet. |
| Squad Busters                                     | 2024                   | Beschikbaar     | Op 23 april werd Squad Busters uitgebracht op iOS en androind in de volgende landen: Canada, Mexico, Spanje, Denemarken, Noorwegen, Zweden, Finland en Singapore. Op 29 mei 2024 werd Squad Busters wereldwijd uitgebracht. In Squad Busters komen personages uit verschillende Supercell-spellen samen, waardoor spelers squads kunnen vormen met deze iconische personages en kunnen deelnemen aan verschillende gevechten en uitdagingen. |